# The Bravery (album)
The Bravery è l'album di debutto della band newyorkese. Fu pubblicato nel marzo 2005 anche se comunque il primo singolo dell'album, An Honest Mistake, era già uscito il 28 febbraio dello stesso anno.
Nella versione giapponese e inglese fu aggiunta una bonus track, Hot Pursuit.

## Tracce
1. An Honest Mistake – 3:39 (Sam Endicott)
2. No Brakes – 3:04 (Sam Endicott)
3. Fearless – 3:06 (Sam Endicott)
4. Tyrant (Endicott, John Conway) – 4:43
5. Give In – 2:48 (Sam Endicott)
6. Swollen Summer – 3:18 (Sam Endicott)
7. Public Service Announcement – 3:35 (Sam Endicott)
8. Out of Line – 3:04 (Sam Endicott)
9. Unconditional – 3:21 (Sam Endicott)
10. The Ring Song – 3:25 (Sam Endicott)
11. Rites of Spring – 3:21 (Sam Endicott)

Tracce bonus
1. Hot Pursuit - 3:07 (Endicott, Conway)
2. Hey Sunshiney Day - 2:26 (Endicott, Conway)
3. Unconditional (video) (bonus track giapponese)
4. An Honest Mistake (video) (bonus track giapponese)